# Somușca, Bacău
Somușca (în maghiară Somoska) este un sat în comuna Cleja din județul Bacău, Moldova, România.

## Denumire
Numele este forma diminutivată a termenului somos din limba maghiară, care înseamnă „loc (cultură) cu corni”.
La sfârșitul secolului al XVIII-lea, numele, care suna străin pentru vorbitorii de limbă română, a fost trecut în statisticile parohiilor catolice ca Zamosca dar în Schematismul Misiunii din 1850 era deja scris corect ca Somoska, probabil prin amabilitatea parohului Ince János Petrás, întrucât satul era filială a Clejei (în maghiară Klézse).
Locuitorii numiseră satul în propria lor limbă atunci când s-au stabilit, deoarece pe harta militară austriacă din 1792 figurează ca Unguri ot Lunka mare.

## Istoric
Este posibil ca populația, compusă din refugiați secui, să fi ajuns în Moldova după Masacrul de la Siculeni, bănuindu-se că s-a stabilit inițial de-a lungul luncii Siretului până să aleagă locul actual în scopul valorificării pentru viticultură și pomicultură.
În aceeași perioadă cu menționarea pe harta militară austriacă așezarea figura cu 54 de case, 37 capi de familie, 17 membri ai personalului militar, 4 cai și 80 de boi, iar istoricul Péter Halász a estimat populația după aceste date și media membrilor din familii de atunci la peste 200.
În urma vizitei lui János Jerney⁠(hu)[traduceți] în zona Moldovei între 1844 și 1845, în cartea acestuia „Keleti utazása a' magyarok' őshelyeinek kinyomozása végett 1844 és 1845” (1851) a menționat că satul Somușca (în maghiară Somoska), nou înființat, avea case abia vizibile datorită pomilor fructiferi, considerând așezarea mai mult o livadă decât un sat. Populația era de 120 de familii cu aproximativ 600 de oameni, vorbitori de limbă ceangăiască-maghiară și nu aveau biserică proprie și cantor, fiind nevoiți să meargă la biserica din Cleja. Se delimita de satul Cleja cu podgorii de viță de vie și ieșea în evidență prin vinul apreciat, locuitorii ocupându-se de cultivarea viței și fabricarea butoaielor de vin.
Inițial, înaintea podgoriilor au existat păduri care au fost defrișate, în locul lor fiind făcut teren arabil. Ulterior au fost înființate culturile intensive de viță de vie, care au rezistat până la colectivizare, când au fost tăiate.
După 1990, din cauza emigrației pentru locuri de muncă, viile nu au mai fost replantate întrucât necesitau o muncă considerabilă.
Importanța strugurilor s-a reflectat și în toponimia așezării, unde există denumiri de zone din sat asociate cu activitatea.

### Biserica

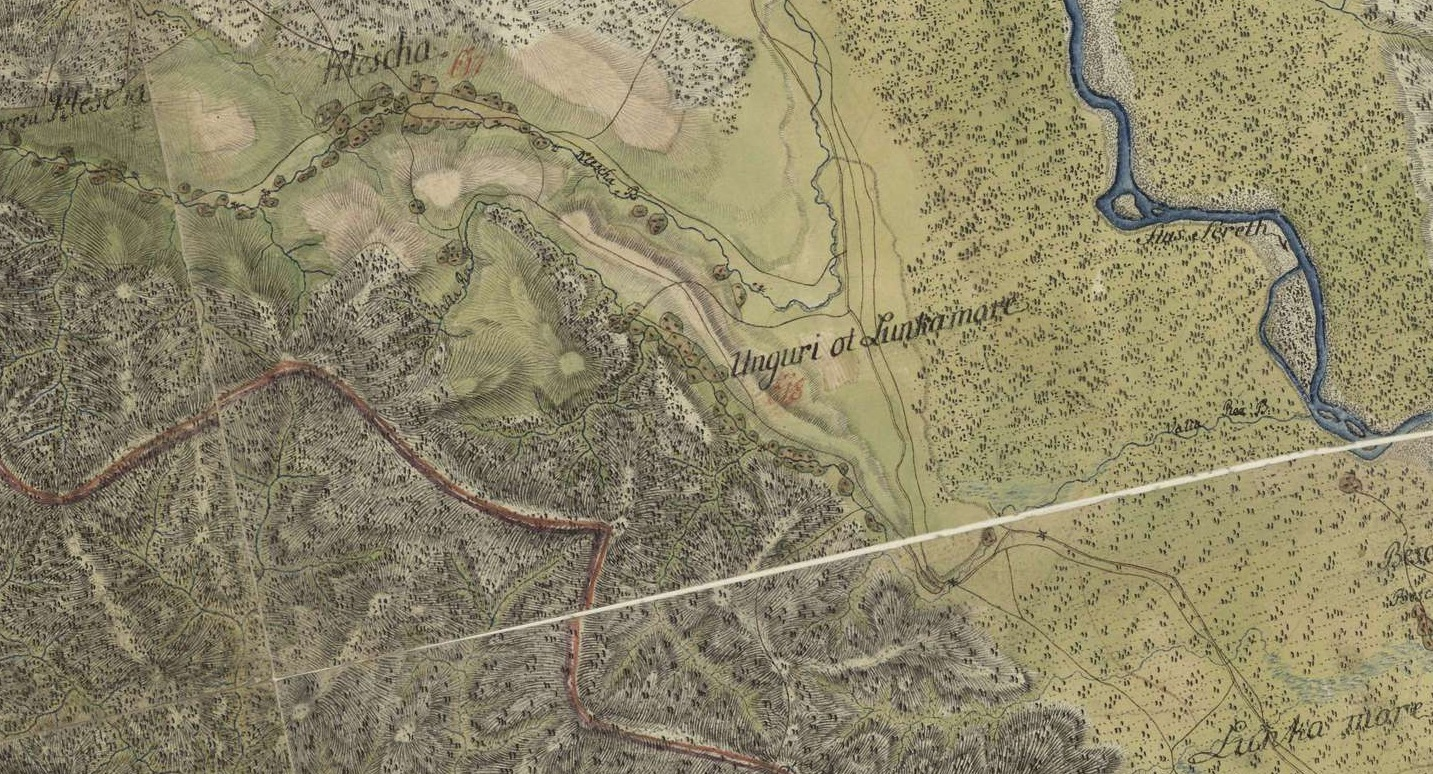
Satul, notat ca Unguri ot Lunka mare, la sfârșitul secolului al XVIII-lea (1788-1790) în prima ridicare topografică iozefină.

Fiind filială a parohiei din Cleja, în 1898 statisticile au arătat necesitatea unei biserici în Somușca iar în 1899 enoriașii au depus 5.300 de lei în banca de economii. Aceleiași statistici au arătat că în 1900 biserica în construcție era deja acoperită iar în 1901 înregistrată „Ecclesia Somosca jam parata”, adică finalizată. Într-o altă sursă biserica a fost finalizată totuși în anul 1902, cu hramul „Sfânta Treime” de către Grácián Kárpáti, care l-a succedat pe Ince János Petrás la sfârșitul secolului al XIX-lea.
La cutremurul din 10 noiembrie 1940 turnul bisericii s-a prăbușit, fiind reconstruit la o scară mai mică decât cel original. În 1944 un număr de 14 case și școala românească au ars, dar biserica nu a fost afectată.
Filiala a devenit parohie independentă în 1968 sub preotul cunoscut János Györgyina (în limba română cunoscut ca Ioan Gherghina). Acesta s-a născut în Valea Mare și era absolvent al școlii conventuale de dascăli din Hălăucești, activând în sat între 1964 și 1980. În 1964 acesta fusese eliberat, în contextul unei amnistii generale, după ce a executat cinci ani și jumătate de muncă silnică, cu o condamnare la nouă ani de închisoare. În 1979 preotul Teodóz Jáki⁠(hu)[traduceți] l-a întâlnit și i-a cerut să poată celebra o slujbă în limba maghiară, însă parohul a permis doar în limba latină și a avertizat că ar exista consecințe grave dacă s-ar permite în maghiară. În ciuda restricțiilor, Györgyina vorbea în restul timpului în limba maghiară cu enoriașii.
În anul 1991, pe locul vechiului lăcaș a început construcția unei biserici cu dimensiuni considerabile, fiind finalizată în 2006 și dedicată Sfântului Luca.
Orga din biserica catolică a fost adusă în 1993 de la biserica evanghelică lutherană din localitatea Nou, județul Sibiu. Orga a fost construită în 1913 de Karl Einschenk într-un dulap mai vechi de Johannes Hahn. Dulapul a rămas la biserica din Nou.

### Școala
În anul 1948 a fost introdusă educația în limba maghiară în sat, însă școala veche românească era insalubră în urma incendiului din anul 1944. În 1949 a fost construită noua școală cu 1,4 milioane de lei din partea guvernului statului, clădirea fiind proiectată să găzduiască atât școala în limba română cât și cea în limba maghiară „ca semn al solidarității frățești a celor două popoare”. Potrivit unui raport școlar, în anul de învățământ 1951–1952 școala maghiară avea încă 3 profesori incluși față de anul precedent și un total de 136 de elevi. Școala cu predare în limba maghiară a fost ulterior desființată iar cursurile au putut fi reluate în anul școlar 2003–2004 cu 4 profesori, parțial intrașcolar și restul extrașcolar.
În anul 2000 acestea au fost organizate într-o casă particulară, iar organizat din anul 2002. Potrivit unui cadru didactic din sat, la început au existat dificultăți venite din partea preotului catolic, profesorilor de limbă română și primăriei. La nivelul anului 2016 limba maternă a copiilor era româna.

## Cultură
Potrivit profesorului László Gazda⁠(hu)[traduceți], care a întreprins o cercetare împreună cu studenții săi în anii 1970, Somușca „este unul dintre satele care păstrează cel mai bine caracterul maghiar al culturii sale, astfel încât acest sat este o adevărată comoară pentru culegătorii de folclor maghiar.” Potrivit istoricului Péter Halász, doar prima parte a constatării este convingătoare întrucât foarte puțin s-a cules și publicat din folclorul local, probabil datorită asemănării cu folclorul din localitatea vecină Cleja, care era și mai accesibilă de la drum.
Un eveniment semnificativ în viața satului l-a reprezentat absolvirea la Institutul Teologic Romano-Catolic din Alba Iulia și hirotonirea localnicului Paul Demșe în anul 1988.
Există o casă de cultură în care activează un grup tradițional sub coordonarea profesorilor români veniți din alte zone, însă care nu cultivă tradiția locală.

### Limbă
Satul aparține din punct de vedere al geografiei lingvistice graiului secuiesc ceangăiesc potrivit școlii lui Attila T. Szabó⁠(hu)[traduceți], alături de alte 25 de sate de pe Valea Siretului într-o accepțiune permisivă care include și așezările unde s-a păstrat graiul ceangăiesc de sud. În prezent, Somușca aparține univoc zonei graiului secuiesc, potrivit lui Vilmos Tánczos.
În anii 2010, ponderea vorbitorilor activi în sat era de 79% iar copiii au început să învețe exclusiv în limba română în ultimele decenii, astfel situația lingvistică a copiilor a început să se deterioreze numai în ultima perioadă.

### Demografie
Istoricul Péter Halász a estimat populația la sfârșitul secolului al XVIII-lea, după datele furnizate despre capii de familie și media membrilor unei familii, la peste 200 de oameni. În 1890, la un secol distanță, populația a ajuns la 885. În următoarea jumătate de secol populația a rămas stabilă, până în 1930, când a crescut iar la 907. Ulterior, în principal ca urmare a unei scăderi semnificative a mortalității infantile, populația s-a dublat în două perioade scurte de timp, ajungând la 1.666 în anul 1992, considerat ca vârf demografic. În 2009 populația scăzuse la 1.617. La recensământul din 2011 populația era de 1.452 locuitori încadrați în 422 familii.
Parohul Ince János Petrás a realizat în vechiul registru din Cleja (Status animarum) în anul 1860 o catagrafie a credincioșilor ce aparțineau de parohia Cleja în limba latină, unde a cuprins date și despre Somușca, care figura cu 148 de familii. În toate cele 6 catagrafii realizate de acesta de-a lungul a aproximativ 15 ani s-au întâlnit 65 de nume de familie, cu o pondere procentuală aproape identică.
- Dintre numele de familie găsite erau cele comune în Ținutul Secuiesc și provenite din nume de botez precum Antal, Ambarus, Bálint, Farkas, Gál, Györi, Istók, István, Jánó, Jankó, László, Mihályka, Pista și nume de familie de sine stătătoare tot din aceeași zonă precum Bartos, Benke, Budó/Bodó, Demse, Dsóka (posibil Csóka), Korpos, Potyó, Róka, Csorti, Vardó, Szakál.[15] Aproximativ 65-70% din totalul populației satului purta nume secuiești caracteristice.[16]
- S-au mai găsit nume care reprezintă atribute umane și reflectă o practică arhaică: Bot („băț”), Foltos („bălțatul”), Gondos („grijuliul”), Gusás („gușatul”), Kopogtató („ciocănitorul”), Kurta („scurtul”), Nagyszájú („cel cu gura mare”), Pálinkás („cel cu pălinca”), Szár („chel” – din limba maghiară veche), Vastag („grosul”), Veress („cel roșu”), Patyvar/Patvar („certărețul”).[15]
- Numele Bürge, format din regionalismul arhaic bürge și cu înțelesul de „oaie”, era cunoscut și în rândul secuilor bucovineni din Vornicenii Mici (în maghiară Józseffalva).[15]
- Numele de meserii erau reprezentate de Faragó („sculptor”), Kádár („dogar”), Varga („cizmar”), cele care trimit la locul de obârșie precum Farczádi („din Forțeni/Farcád”), Pataki („din Vale”) și un singur nume care trimite la etnie (Magyari).[15]
- Printre numele maghiare notate de Petrás există totuși și unele care nu aparțin sistemului onomastic secuiesc, de unde se poate deduce că refugiații secui de la sfârșitul secolului al XVIII-lea s-au suprapus peste o populație veche maghiară pe care au asimilat-o.[15] Numele de familii caracteristice altor sate ceangăiești erau: Bezsán, Buláj, Csicsó, Csurály, Duma, Györgyina, Habari și Petrás,[15] fiind necunoscute sau rar întâlnite în secuime.[16]
- Alte nume: Máris.[15]
- Numele provenite din limba română, substantive comune sau nume de familii românești, erau: Bába („babă”), Kozsokár („cojocar”), Kotyor, Mán, Mokány („mocan”), Petre, Prutyán. Cele de proveniență necunoscută, respectiv de etimologie incertă, erau Nerocsa/Nerucse, Gizse și Goi.[15] Cele provenite din substantive comune din limba română nu se poate deduce că și familiile care le-au purtat erau de origine română, întrucât erau cuvinte împrumutate și în general răspândite în dialectul secuiesc și ceangăiesc.[16]

Din punct de vedere al confesiunii, populația este, cu câteva excepții, de religie romano-catolică iar de origine ceangăiască maghiară. Cu toate acestea, ultimul criteriu nu corespunde și cu identificarea etnică în teren, existând o stare de incertitudine în general în rândul ceangăilor cu privire la afilierea etnică.

În anii 1990, Attila Hegyeli, pe atunci responsabil de învățământul în limba maghiară din regiunea Moldovei, împreună cu 60 de persoane a realizat un sondaj complex în care s-a încercat obținerea de date cu privire la identitatea etnică a populației din Somușca, echipa acoperind mai mult de un sfert din populație, 28%, constând în 474 de persoane (232 bărbați și 242 femei). Rezultatul cercetărilor a reliefat că răspunsurile au fost foarte nesigure, ca semn al instabilității identității etnice sau fie ca dublă identitate vag conștientă:
„Răspunsul lor poate depinde de persoana care pune întrebarea. Cu siguranță, ei se vor deschide altfel în fața unui responsabil de recensământ sau a unui preot notoriu antimaghiar decât în fața unui folclorist maghiar. [...] Prin urmare, în acest sens, datele recensământului din satele ceangăiești nu pot fi considerate în mod clar falsificate, deoarece ceangăii s-au declarat în fața intervievatorului ca fiind români, la fel de consecvent cum se declaraseră maghiari sau ceangăi în fața noastră”.
Observația nu se aplică doar populației din Somușca, ci și comunităților ceangăiești încă neromânizate în general. Rezultatele cercetărilor cu privire la limba maternă au ieșit astfel: 35,9% dintre respondenți au declarat prima limbă cea ceangăiască, 27,8% limba română, 22,8% limba maghiară, 3,2% limba maghiară-ceangăiască iar 9,7% nu s-au putut decide. Astfel, 61,9% au declarat limba maternă diferită de română.
Estimare asupra limbii materne a locuitorilor Somușcăi în anii 1990, după un eșantion de 474 de persoane
     Ceangăiască (35,9%)
     Română (27,8%)
     Maghiară (22,8%)
     Maghiară-ceangăiască (3,2%)
     Indecis (9,7%)
O contradicție notorie este cea a recensământului din 1930, când a reieșit că din totalul de 907 locuitori niciunul nu s-a declarat maghiar sau vorbitor de limbă maghiară.
Potrivit aceleiași surse, categoriile etnice nu reprezintă o noțiune solidă a identității proprii în comparație cu restul maghiarilor și „astfel, ei răspund ceva de dragul intervievatorului, pentru a menține comunicarea, dar răspunsurile lor se pot schimba cu ușurință sub aceste influențe dacă circumstanțele interviului se schimbă.” Pe de altă parte, populația preferă să se identifice etnic drept „catolici” și folosesc noțiunea ca sinonimie cu categoria etnică ceangăiască, fiind o variantă des întâlnită în acest grup, în general. Tot în același studiu se concluzionează că această diferențiere se face pentru a arăta că nu există nicio comuniune cu românii, dar în același timp rar se admite identificarea cu maghiarii și prevalează identificarea drept ceangăi.
În ceea ce privește forța de muncă, bărbații lucrează în mare parte în domeniul construcțiilor iar femeile în agricultură.

## Personalități
- Benoni Ambăruș (n. 1974), episcop auxiliar al Diecezei romano-catolice de Roma